# Buruquelia cornifera
Genre
Espèce
Buruquelia cornifera, unique représentant du genre Buruquelia, est une espèce d'opilions laniatores de la famille des Zalmoxidae.

## Distribution
Cette espèce est endémique de l'État de Mérida au Venezuela. Elle se rencontre vers Sucre.

## Description
Le mâle holotype mesure 1,66 mm et la femelle paratype 1,63 mm.

## Publication originale
- González-Sponga, 1999 : « Aracnidos de Venezuela. Cinco nuevos géneros y cinco nuevas especies de microopiliones hemiedaficos (Opiliones Laniatores, Phalangodidae). » Acta Biologica Venezuelica, vol. 19, no 2, p. 55–69.